# Economist Intelligence Unit
A Economist Intelligence Unit (EIU) é a divisão de pesquisa e análise do Economist Group, fornecendo serviços de previsão e consultoria por meio de pesquisa e análise, como relatórios mensais de países, previsões econômicas de cinco anos de países, relatórios de serviços de risco de país e relatórios industriais.
A EIU fornece análises de países, indústrias e gestão em todo o mundo e incorpora a antiga Business International Corporation. A EIU tem escritórios principais em Londres, Nova Iorque, Hong Kong e Dubai.

## Aquisições

### Bazian
Em dezembro de 2012, a EIU adquiriu a Bazian, especializada na análise e fornecimento de evidências clínicas sobre serviços de saúde, tratamento e tecnologias de saúde para avaliar a eficácia clínica e a relação custo-benefício.

### Clearstate
Em abril de 2012, a EIU adquiriu a Clearstate, uma empresa de inteligência de mercado que oferece consultoria estratégica personalizada e pesquisa primária abordando especificamente os domínios da saúde e das ciências biológicas na Ásia-Pacífico. 

## Relatórios

### CHAMPS
Em novembro de 2010, a EIU lançou o Livro Branco da Access China traçando o perfil das economias das 20 principais cidades emergentes da China, dirigido por Stephen Joske, China Forecasting. Estas cidades são favorecidas por vários motivos, incluindo a amplitude das oportunidades de negócios disponíveis, o contínuo boom da construção, o aumento da propriedade de casas e veículos e os gastos com eletrodomésticos. O relatório cunhou a sigla CHAMPS (Chongqing, Hefei, Anshan, Maanshan, Pingdingshan e Shenyang).

### Índice de Democracia
Em 2006, a EIU divulgou o Índice de Democracia, um índice compilado examinando o estado da democracia em 167 países, tentando quantificá-lo com um Índice de Democracia centrado em cinco categorias gerais: processo eleitoral, pluralismo, liberdades civis, funcionamento do governo, participação política e cultura política.

### Índice de banda larga governamental
Em Janeiro de 2011, a Unidade divulgou o Índice de Banda Larga Governamental (gBBi), que avalia os países com base no planeamento governamental, em oposição à capacidade atual da banda larga.

## Produtos

### Market Explorer
Uma ferramenta online que foi desenvolvida para analisar mercados em vários países e cidades ao redor do mundo e encontrar as melhores localizações para um produto ou serviço.